# ANSI Z535

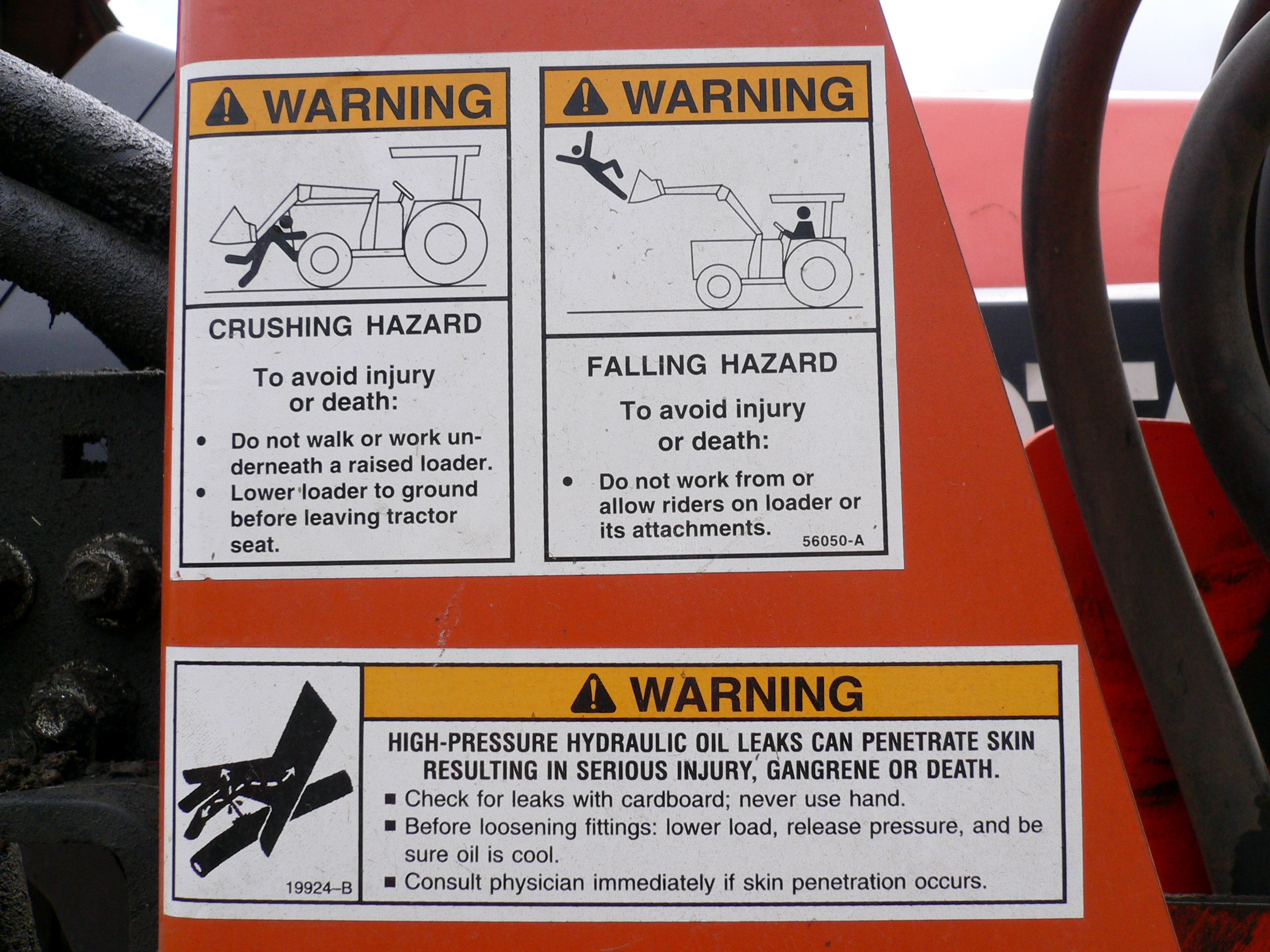
Esempi di pittogrammi di sicurezza di avvertenza (WARNING) conformi alla norma ANSI Z535

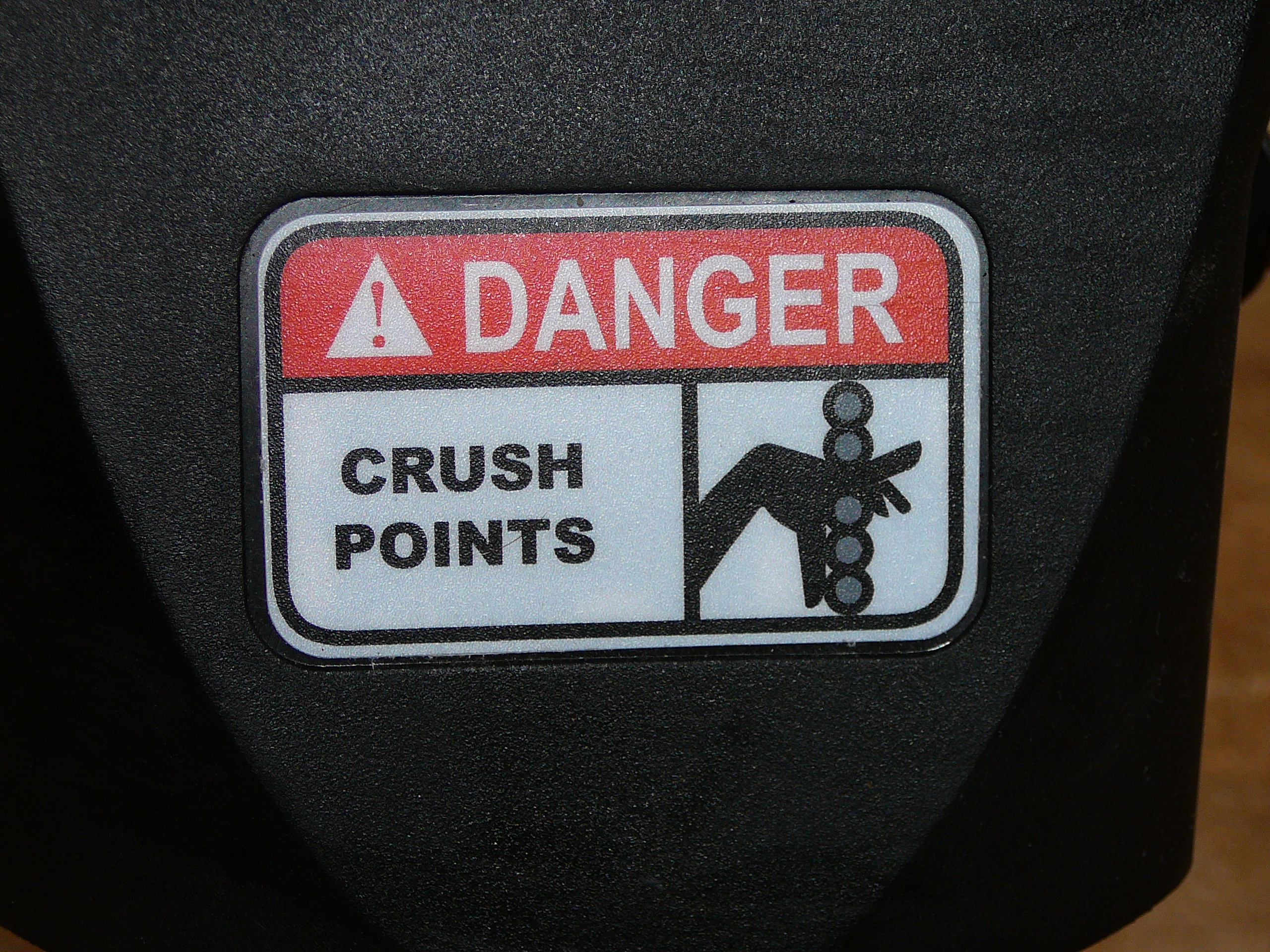
Esempio di pittogramma di sicurezza di pericolo (DANGER) conforme alla norma ANSI Z535

ANSI Z535 è uno standard americano (o meglio una serie di standard) che stabilisce un sistema per presentare informazioni sulla sicurezza e sulla prevenzione degli incidenti. Corrisponde allo standard internazionale ISO 3864 e può essere integrato con altri standard ISO per soddisfare gli standard HazCom globali quando i prodotti e la relativa documentazione devono essere adeguatamente etichettati per l'esportazione.
La serie di standard ANSI Z535 comprende i seguenti sei standard:
- ANSI Z535.1 – Safety Colors (colori di sicurezza)
- ANSI Z535.2 – Environmental Facility and Safety Signs (segnaletica di sicurezza ambientale e delle strutture)
- ANSI Z535.3 – Criteria for Safety Symbols (criteri per i simboli di sicurezza)
- ANSI Z535.4 – Product Safety Signs and Labels (segnaletica e etichette di sicurezza dei prodotti)
- ANSI Z535.5 – Safety Tags and Barricade Tapes (for Temporary Hazards) (etichette di sicurezza e nastri per barricate (per pericoli temporanei))
- ANSI Z535.6 – Product Safety Information in Product Manuals, Instructions, and Other Collateral Materials (informazioni sulla sicurezza dei prodotti nei manuali dei prodotti, nelle istruzioni e in altra documentazione correlata)

Gli standard ANSI Z535 sono gestiti e pubblicati dalla National Electrical Manufacturers Association (NEMA), un'associazione di aziende associate che producono una serie diversificata di prodotti, tra cui apparecchiature per la trasmissione e la distribuzione di energia, sistemi di illuminazione, sistemi di controllo e automazione di fabbrica e sistemi di imaging diagnostico medico.
Esiste anche la possibilità di inserire i pittogrammi definiti dallo standard internazionale ISO 7010 all'interno di cartelli formattati secondo la norma ANSI Z535.

## Storia
Questi standard sono stati sviluppati e formulati dal comitato ANSI Z535, formato nel 1979 e accreditato dall'American National Standards Institute (ANSI).
Gli standard ANSI Z535 hanno sostituito lo standard ANSI Z35, in vigore dal 1941 al 1991, combinandolo con lo standard ANSI Z53, portando alla pubblicazione degli standard ANSI Z535 nel 1991.

## Requisiti della segnaletica stabiliti dalla ANSI Z535

Codici dei colori per le informazioni di sicurezza stabiliti dalla norma ANSI Z535.1-2017, con indicati i relativi codici colore Pantone Matching System (PMS), Munsell e HEX

I segnali che seguono lo standard ANSI Z535 spesso includono dettagli specifici sulla natura del pericolo, la conseguenza dell'interazione con il pericolo e le procedure di evitamento.
Tali segnali sono identificati dalle parole di segnalazione in lingua inglese e in maiuscolo sans serif "DANGER" (pericolo), "WARNING" (avvertenza), "CAUTION" (attenzione), "NOTICE" (avviso), oppure "SAFETY INSTRUCTIONS" (istruzioni di sicurezza), ciascuna delle quali è associata a specifici colori e significati, come indicato di seguito:
| Rappresentazione    | Colore lettere | Colore sfondo                          | Significato                                                                                       |
| ------------------- | -------------- | -------------------------------------- | ------------------------------------------------------------------------------------------------- |
| DANGER              | bianco         | rosso di sicurezza (PANTONE 186 C)     | indica una situazione pericolosa che, se non evitata, provocherà morte o lesioni gravi            |
| WARNING             | nero           | arancione di sicurezza (PANTONE 151 C) | indica una situazione pericolosa che, se non evitata, potrebbe causare morte o lesioni gravi      |
| CAUTION             | nero           | giallo di sicurezza (PANTONE 109 C)    | indica una situazione pericolosa che, se non evitata, potrebbe provocare lesioni lievi o moderate |
| NOTICE              | bianco         | blu di sicurezza (PANTONE 285 C)       | utilizzata per indirizzare pratiche non correlate a lesioni fisiche                               |
| SAFETY INSTRUCTIONS | bianco         | verde di sicurezza (PANTONE 335 C)     | istruzioni o procedure specifiche relative alla sicurezza                                         |

I colori di sicurezza indicati da ANSI Z535 sono armonizzati con i regolamenti federali statunitensi e includono intervalli di tolleranza per renderli compatibili con la norma ISO 3864. Tali colori di sicurezza ANSI non corrispondono esattamente ai colori utilizzati nei segnali stradali statunitensi prescritti dal Manual on Uniform Traffic Control Devices (MUTCD).
Altri requisiti dei segnali specificati dalle norme ANSI Z535 includono:
- il colore dei bordi: bianco di sicurezza o in alternativa (per maggiore contrasto) nero di sicurezza[4]
- formato del segnale: orizzontale o verticale[4]
- pannello messaggi: preferibilmente rettangolare (o di altra forma, per un buon utilizzo dello spazio disponibile), con caratteri neri di sicurezza su sfondo bianco di sicurezza o caratteri bianchi su sfondo nero di sicurezza, utilizzando il maiuscolo solo per messaggi brevi o per dare enfasi a singole parole[4]
- pannello dei simboli di sicurezza: con un simbolo di sicurezza generalmente nero su uno sfondo bianco di sicurezza[4]
- la parola "NOTICE", quando usata, va scritta in corsivo.[4]